# Цилебах
Цилебах (нем. Zielebach) — коммуна в Швейцарии, в кантоне Берн. 
До 2009 года входила в состав округа Фраубруннен, с 2010 года — в округ Эмменталь. Население составляет 329 человек (на 31 декабря 2006 года). Официальный код — 0556.
Официальный язык - немецкий.